# غكيدو
جيكيدوغو (بالإنجليزية: Guéckédou)‏ هي مدينة، تتبع محافظة غويكيدو، بلغ عدد سكانها 79140 نسمة، في 1996.